# Romà Forns
Romà Forns po zakończeniu kariery piłkarza sam ogłosił chęć objęcia posady trenera klubu piłkarskiego FC Barcelona, którym został w sezonach 1927–1928 i 1928–1929. W sezonie 1928/1929 jako pierwszy zdobył Mistrzostwo Hiszpanii, w historii ligi hiszpańskiej. 